# Miguel Reyes Almarza
Miguel Marcelo Reyes Almarza (Santiago de  Chile, 23 de agosto) es un periodista, Magíster en Ciencias Sociales y académico chileno. Es autor del libro Semiótica de la argumentación: ¿Podemos argumentar con imágenes?, Universo de Letras, España y coautor junto a Noelia Escalona del libro Argumentación para todos: manual teórico-práctico para educadores, estudiantes y curiosos sobre la argumentación, de la misma casa editorial.

## Carrera profesional
Tras cursar la secundaria en el Liceo Miguel Luis Amunátegui, ingresó a arquitectura en la Pontificia Universidad Católica de Valparaíso, carrera de la que se retiró para estudiar periodismo en la Universidad ARCIS, titulándose de periodista y licenciado en comunicación social (1996). Posee una maestría en Ciencias Sociales en la Escuela Latinoamericana de Posgrados de la misma casa de estudios (2015), con mención en ciudadanía y participación democrática.
Trabajó como Periodista en Radio Santiago y Radio Chilena, en las áreas de deporte y cultura, respectivamente, para luego dedicarse a la actividad académica y de investigación.  
En la actualidad es profesor en la Universidad Diego Portales y Universidad Técnica Federico Santa María y articulista en la Revista El Periodista (Chile).
Desde el año 2002 trabaja como académico, coordinador e investigador en el área de comunicación, debate, argumentación y pensamiento crítico de la Universidad Diego Portales Participando activamente en la difusión de la actividad a nivel nacional e internacional. 
Entre los años 2002 y 2004 formó parte de la Sociedad de Debate de la Universidad Diego Portales, la primera fundada en América Latina, como docente y coordinador participando en colaboración con el Ministerio de Educación de Chile para implementar el primer Torneo Interescolar Nacional de Debate y apoyando en la capacitación de profesores de todo el país en los objetivos fundamentales transversales de Argumentación y Pensamiento Crítico. 
Desde el 2005 es profesor de pre y posgrado en las áreas de Oratoria, Comunicación aplicada, Estudio de audiencias, Teoría de la imagen, Redacción, Ideas contemporáneas, Oratoria y Pensamiento Crítico en las universidades Universidad Diego Portales, Universidad Técnica Federico Santa María, Universidad San Sebastián y en el Campus Creativo de la Universidad Andrés Bello. También trabajó como profesor del Magíster de Creatividad en el Audiovisual para el instituto de Comunicación e Imagen de la Universidad de Chile. Ha sido gestor académico para la Open Society Foundations en experiencias sobre Argumentación y Pensamiento Crítico en gran parte de América Latina. 
Actualmente es socio de SIbA (Sociedad Iberoamericana de Argumentación) y revisor externo para la Revista Iberoamericana de la Argumentación (UAM).
También es miembro de ANA (Argumentation Network of the Américas) Red de Argumentación de las Américas.

## Obras
Es autor de diversos artículos y papers sobre Pensamiento Crítico, entre ellos: 
- Reyes, M. (2020) Semiótica de la argumentación: ¿Podemos argumentar con imágenes?. Universo de Letras: España.
- Reyes, M & Escalona, N. (2015). Argumentación para todos: manual teórico-práctico para educadores, estudiantes y curiosos sobre la argumentación. Primera edición Editorial Pentian: España/ Segunda edición (2020) Universo de Letras: España.
- Reyes, M. (marzo de 2013). Debate, desencuentros y extravíos formales en la búsqueda del sentido propio En Liga Colombiana de Debate, El Debate sobre el Debate. Simposio llevado a cabo en Academia Internacional de Debate en Español (AIDE), Bogotá, Colombia.
- Reyes, M. (mayo de 2018). Posverdad: argumentación en redes sociales y medios de comunicación; Reflexión: debate y pensamiento crítico; Validez argumental y falacias; La imagen como herramienta argumentativa; Semiótica de la argumentación: metonimias editoriales y creación de realidad En Occasio A.C., Días de debate Guadalajara 2018. congreso llevado a cabo en el Instituto Tecnológico y de Estudios Superiores de Monterrey, Guadalajara, México.